# 堀內葉子
堀內葉子（日语：／ Horiuchi Yoko，1982年8月10日—）是日本的女性模特兒。在大学时代被发掘出道，擔任過女性時尚雜誌《CanCam》的專屬模待兒。现属now fashion agency公司艺人。

## 外部連結
- switch models （页面存档备份，存于）
- 堀內葉子的官方日記 Yoko's Secret （页面存档备份，存于）